# Rastell
|  | Per a altres significats, vegeu «Rastell (eina)». |

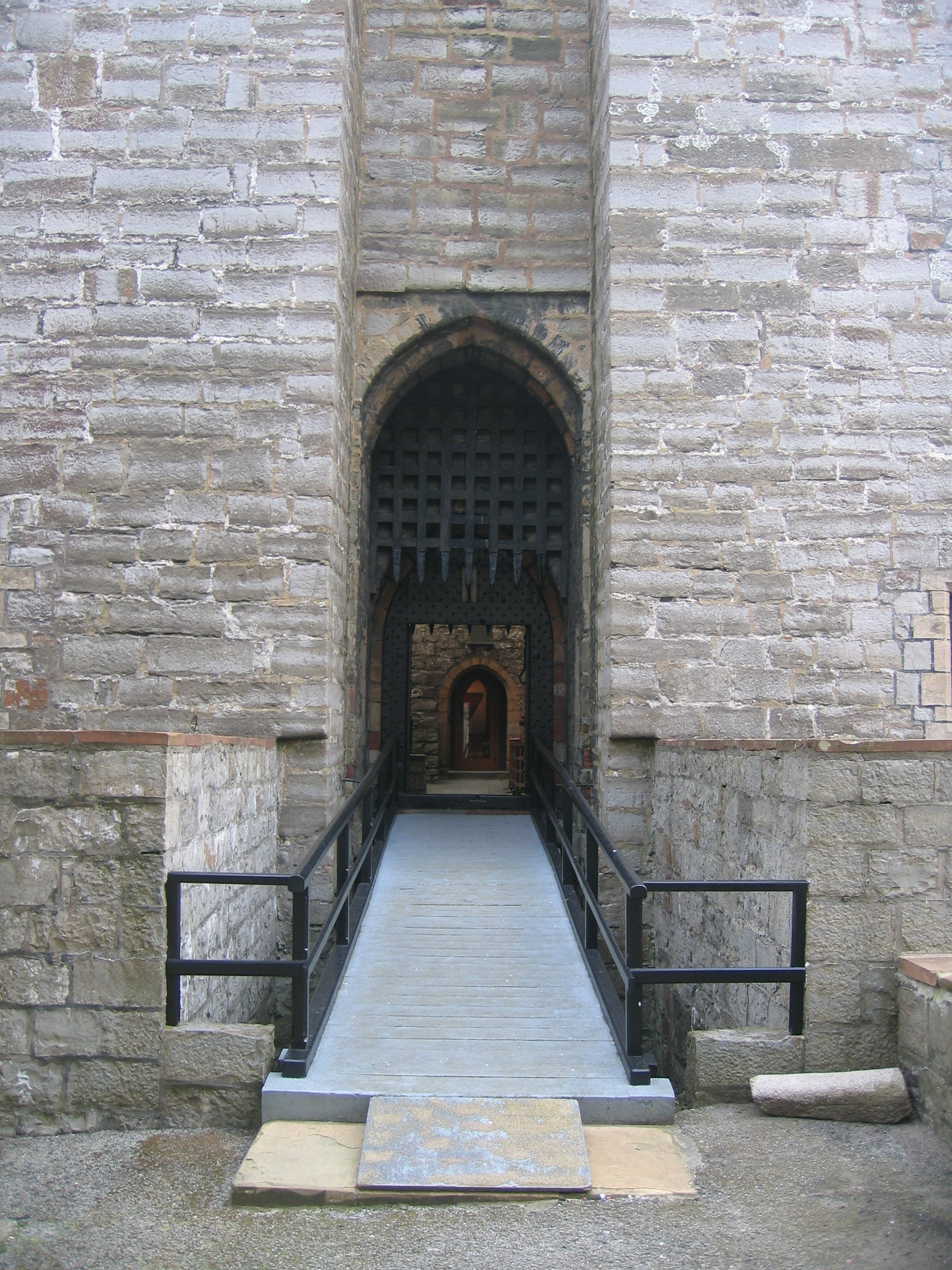
Portal del castell de Rushen, a l'illa de Man

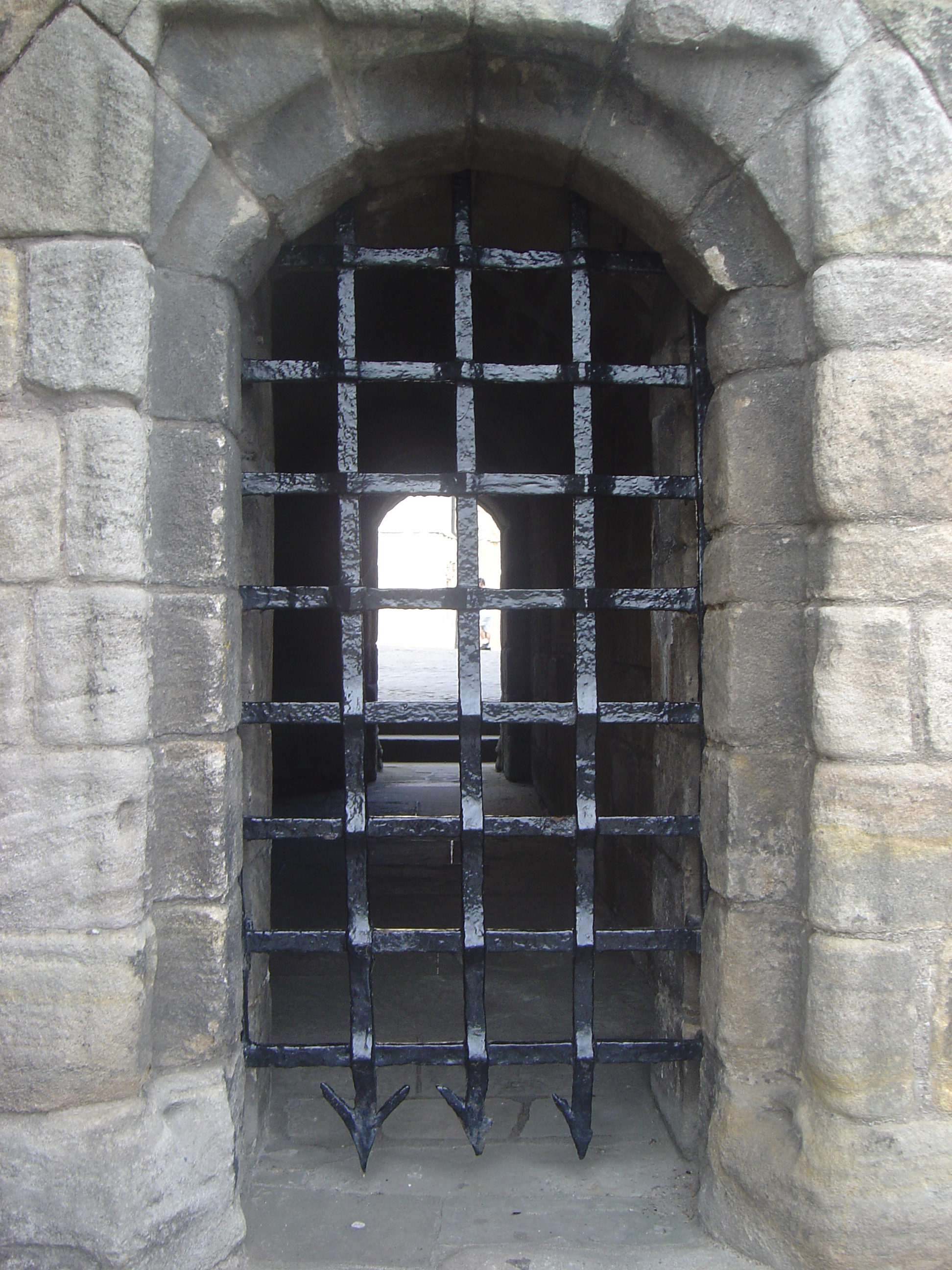
Rastell del Castell de Stirling d'Escòcia

El rastell (del llatí rastellum), grada de ferro, porta caladissa o reixa de porta, era un dispositiu movedís de defensa muntat a la porta fortificada o a la barbacana d'un castell o d'una vila, constituït d'un engraellat de metall o de fusta o totes dues coses alhora que podia pujar i baixar mitjançant un cabrestant i un contrapès, per a impedir (un cop baixat) el pas als soldats enemics.
Aquest dispositiu s'utilitzava a les fortificacions medievals; però segons Viollet-le-Duc, era ja conegut a l'antiga Roma. Les portes fortificades principals eren sovint defensades per dos rastells, un d'exterior i un altre d'interior. El portal Narbonés de la ciutat de Carcassona n'és un exemple.

## Antic Egipte

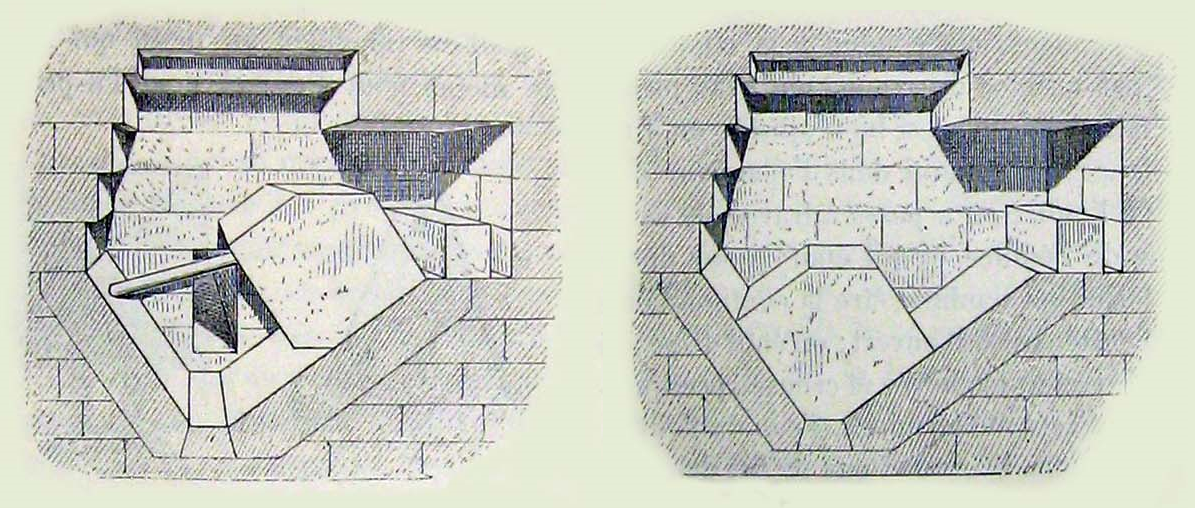
Sistema de tancament a la Piràmide Encorbada de Snefru.

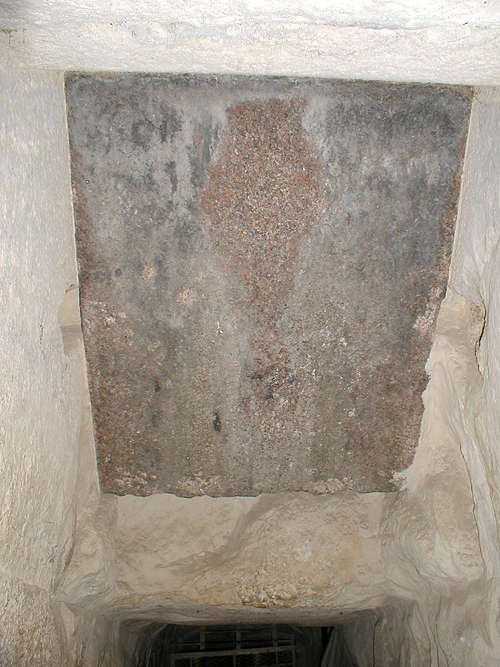
Bloc de granit, que devia formar part d'un "rastell". Piràmide de Kheops.

Es creu que a l'antic Egipte es feia servir un sistema similar per a segellar les tombes dels faraons. La porta acostumava a ser de feta a partir d'un bloc de pedra que es mantenia oberta (amunt) fins a l'enterrament del rei, en aquell moment es feia davallar i no es tornava a obrir més Per exemple, a la piràmide de Kheops hi havia diversos d'aquests rastells distribuïts pels corredors de la piràmide.